# Shape of Despair
Shape of Despair este o trupă de funeral doom metal din Finlanda.  

## Istorie
Trupa a fost fondată în 1995, cu numele de Raven, de către Jarno Salomaa (chitare, mai târziu și clape), Tomi Ullgrén (bas, mai târziu și chitare) și Toni „Otso” Mäensivu (baterie, mai târziu și vocal) ca o trupă de instrumental black metal mai rapid, trupa mergând pe urmele contemporanilor lor precum Strid, Burzum, Darkthrone și Unholy. Foarte devreme trioul a realizat că muzica pe care o cântau nu era atât de bună pe cât și-ar fi dorit-o, lipsind atmosfera și emoția formațiilor care i-au influențat. Aveau nevoie fie să-și intensifice versurile melodiilor, fie să încerce altceva complet nou. În vara anului 1995, trupa Raven și-a înregistrat repetițiile cu un casetofon simplu, cuprinzând toate melodiile care ulterior au format demo-ul Alone In The Mist, pentru prima dată pe casetă. După ce au ascultat caseta de repetiție și și-au dat seama că, de fapt, aveau ceva în mână pe care se puteau baza, trupa a dorit să înregistreze piesele într-un studio modern. A durat trei ani pentru a face acest lucru. Raven a intrat în studioul Arkki la începutul anului 1998. Ei încă nu încercase să înregistreze și voce până în ultima clipă, când au decis că vor să testeze modul în care vor suna melodiile cu vocea lui Mäensivu și au fost surprinși cât de bine se potrivea totul. Demo-ul Alone In The Mist  nu a fost lansată până în anul 2016, când trupa a decis că este momentul potrivit pentru a o face. În luna septembrie 1998 și-au schimbat numele în Shape of Despair. Decizia de a-și schimba numele a fost luată, practic, pentru că nu au dorit să fie confundati cu o cunoscuta trupa de hard rock, Raven, din Marea Britanie. Evident, noul lor nume se potrivea și mai bine noului stil. 
În 2000 au semnat un acord cu Spikefarm Records și și-au lansat albumul de debut Shades of... cu Samu Ruotsalainen la baterie. 
Cel de-al doilea album Angels of Distress, lansat în septembrie 2001, l-a avut pe Pasi Koskinen în rolul principal. Sami Uusitalo s-a alăturat în 2002, cântând la bas pentru cel de-al treilea album, Illusion’s Play. Albumul a fost lansat în 2004. 
În 2005, trupa a lansat o compilație intitulată Shape of Despair, care conținea materiale rare și inedite din partea grupului, incluzând piese din primul demo al trupei, Alone in the Mist, și o nouă piesă cu titlul Sleeping Murder, înregistrată pe o perioadă de patru zile la studiourile Sundicoop din Savonlinna, Finlanda. După o pauză de 5 ani, trupa a lansat EP-ul Written in My Scars și un EP separat cu trupa Before The Rain. 
Al patrulea album întreg, Monotony Fields, a fost lansat pe 15 iunie 2015 de studioul Season of Mist.

## Membri
- Jarno Salomaa - chitară principală (1995–prezent), clape (1998–prezent)
- Tomi Ullgrén - chitară ritmică (1998–prezent), bas (1995–2002)
- Natalie Koskinen (cunoscută anterior ca Natalie Safrosskin) - vocal (1998–prezent)
- Sami Uusitalo - bas (2002–prezent)
- Henri Koivula - vocal (2011–prezent)

### Foști membri
- Toni Mäensivu - baterie (1995–1999), voce (1998–2001)
- Pasi Koskinen - vocal (2001–2010)
- Samu Ruotsalainen - baterie (1999–2015)
- Daniel Neagoe - baterie (2015–2019)

## Discografie

### Albume de studio
- Shades of... (2000 - Spikefarm Records, reeditat în 2006 de Season of Mist)
- Angels of Distress (25 septembrie 2001 - Spikefarm Records, Relapse Records)
- Illusion's Play (27 septembrie 2004 - Spikefarm Records, reeditat în 2005 de Season of Mist)
- Monotony Fields (15 iunie 2015 - Season of Mist)
- Alone in the Mist (9 decembrie 2016 - Season of Mist)

### EP-uri
- Written in My Scars (31 octombrie 2010 - Solarfall Records)
- Shape of Dispair / Before the Rain (30 iunie 2011 - Avantgarde Music)

### Compilații
- Shape of Despair (3 august 2005 - Spikefarm Records, reeditat în 2006 de Season of Mist)

### Demo-uri
- Rehearsal I (1995, ca Raven, demo instrumental cu 2 melodii)
- Rehearsal II (1995, ca Raven, demo instrumental cu 5 melodii)
- Alone In The Mist (înregistrat în 1998 ca Raven, deși nu a fost niciodată lansat oficial ca Raven, lansat în 2016 de Season of Mist sub Shape of Despair)
- Promo 1998 (1998, ca Raven)

## Linkuri externe
- Site oficial
- Shape of Despair pe Myspace.com
- Shape of Despair pe last.fm